# Інтермецо (музика)
Інтермецо (італ. intermezzo, від лат. intermedius — що знаходиться посередині, проміжний) — невелика музична п'єса, що розташовується зазвичай всередині циклічного твору і служить для зв'язки між частинами. В історії музики можна виділити кілька типів інтермецо:
1. В середньовічній музиці як частина пасіонів, що використовувалась як перехід між сценами
2. Комічна музично-драматична вставка, що виконувалася у перервах між діями італійської опери серіа XVII ст. З часом з таких вставок з'явився новий жанр — опера буффа. Більшість тогочасних опер, виданих в Італії і Франції, містили так званий intermèdes, а саме: балет з вокальною музикою. Вони, поряд з придворним балетом, породили нову форму балетного спектаклю.
3. В музично-драматичних творах починаючи з XIX століття інтермеццо може бути будь-яка невеличкий вставний інструментальний або вокально-інструментальний номер. Інструментальні інтермеццо є в таких операх, як «Сільська честь» П. Масканьї, «Царева наречена» М. А. Римського-Корсакова, «Лулу» Берга, вокально-інструментальне — в опері «Гравець» С. Прокоф'єва. Назву «Інтермецо» отримала також двоактна опера Ріхарда Штрауса (1924).
4. Самостійна частина в сонатних циклах, зазвичай служить як перехід між двома значнішими частинами. Наприклад, інтермеццо є в таких творах, як фортепіанний концерт Р.Шумана, фортепіанний квартет Брамса соль мінор, Концерт для оркестру Б.Бартока, струнний квартет № 15 Д. Шостаковича.

З XIX століття з'явилися також інтермецо як самостійні інструментальні твори. Першим таке трактування інтермецо ввів Ф. Шуман, який написав 1832 року 6 інтермецо для фортепіано ор. 5. Пізнішими відомими прикладами п'єс цього жанру є:
- Й. Брамс — цикли інтермецо op. 116, 117, 118, 119
- К. Пендерецький — інтермеццо для 24 струнних інструментів